# Uapaca heudelotii
Uapaca heudelotii, también conocida como rikio des rivières, es una planta de hoja perenne de la familia Phyllanthaceae. Se encuentra en África tropical occidental (Senegal, República Centroafricana, Angola y República Democrática del Congo) y siempre se encuentra en lugares húmedos, principalmente en las orillas de los ríos, ya que estabiliza el suelo.

## Descripción
Uapaca heudelotii es un árbol dioico de hoja perenne que generalmente crece hasta 30 m pero hay evidencia de ejemplares que han crecido hasta 40 m. Sus hojas están dispuestas en espiral y son simples con la nervadura pinnada. Está formado por albura de color claro, duramen de color marrón rojizo y la corteza interior que contiene una savia roja pegajosa. Inflorescencia masculina donde las flores masculinas están fijadas en un lugar y las flores femeninas tienen pedicelos. Las flores son de color verde y blanco. Uapaca heudelotii contiene flores que son unisexuales. Las flores masculinas contienen lóbulos de cáliz desiguales, no tienen estambres, son lisas y tienen un ovario rudimentario. Las flores femeninas tienen ovarios superiores, con forma de huevo y son lisos. El elipsoide del fruto obovoide es 22-30 mm de largo y 18-22 mm de ancho.

## Cultivo y usos
La madera tiene una amplia gama de aplicaciones que abarcan desde la construcción hasta la medicina, además de ser una valiosa fuente de nutrientes. Los habitantes de la zona consumen regularmente los frutos dulces que produce esta planta. Además, la madera de esta planta es muy versátil y se utiliza en la fabricación de suelos, barcos, muebles, carrocerías de vehículos y acabados interiores. Por otro lado, la corteza de la Uapaca heudelotii tiene propiedades medicinales y se utiliza en la medicina tradicional para tratar diversas dolencias como intoxicaciones alimentarias, trastornos ováricos, dolores de muelas, hemorroides y esterilidad femenina. Para obtener sus beneficios, la corteza se extrae mediante ebullición. Las hojas desfibradas que poseen aceite de palma se emplean para mitigar las cefaleas y el reumatismo. Las raíces estacas del árbol evitan la erosión en las orillas de los arroyos y fomentan la acumulación de estacas.